# Taxman (film)
Taxman è un film del 1998 diretto da Avi Nesher.

## Trama
Al Benjamin, investigatore dell'ufficio entrate di New York inizia a seguire una traccia che crede possa aiutarlo a scovare grossi affari criminali nel quartiere russo di Brighton Beach.
Novello Don Quixote, Al sta in realtà cercando di reinventare se stesso e di riscattare la sua piatta esistenza dalla desolazione della piccola borghesia a cui appartiene.
Aiutato da un giovane poliziotto (versione moderna di Sancho Panza) che vuole una possibilità di mettersi alla prova, Al finirà col mettere a rischio la propria vita e quella del suo informatore (della cui figlia, la giovane e determinata Nadia, è segretamente innamorato).

## Produzione
Il film è stato girato con un budget di 2 milioni di dollari alla fine del 1997, con location a New York e Atlantic City, USA.
Scritto dal regista Avi Nesher assieme a Roger Berger (vero investigatore dell'ufficio entrate), il film ha richiesto agli attori Elizabeth Berkley e Michael Chicklis settimane di studio della lingua russa per poter interpretare rispettivamente Nadia Rubakoff e suo padre Andre, originari di Kiev.
Il co-protagonista del film, il giovane attore Wade Dominguez, è morto in seguito ad una grave crisi respiratoria pochi mesi dopo aver completato il lavoro di doppiaggio del film, nell'agosto del 1998. Il film è stato dedicato alla sua memoria.

## Distribuzione
Il film è stato presentato al mercato cinematografico del Festival di Cannes nel maggio del 1998, in cerca di distribuzione internazionale.
Dopo una presentazione speciale a Philadelphia durante l'annuale World Mystery Convention (1º ottobre 1998), il film è stato distribuito in home video in diversi Paesi. In Italia è uscito nel dicembre 1998, distribuito da CVC.
Il distributore americano, la newyorkese Phaedra Cinema, ha distribuito il film in un numero limitato di copie in città selezionate (tra cui New York e Los Angeles).
Nonostante le buone recensioni, il film è passato praticamente in sordina, per risorgere poco dopo in video e soprattutto nel circuito della TV via cavo statunitense, dove per anni è stato trasmesso con cadenza settimanale.

## Recensioni
Il film è stato accolto molto positivamente dalla critica. Testate prestigiose come Variety e New York Times hanno riservato solo parole di ammirazione per il film di Nesher: “intelligente”, “piccola gemma”, “piccolo thriller ricco di fascino”, “ottimo cast” sono alcune tra le lodi ottenute da Taxman al momento dell'uscita.
Poche settimane dopo il lancio, il film è stato presentato con successo al Fort Lauderdale Film Festival, in Florida.